# Casa de Bernadotte
A Casa de Bernadotte é uma família de origem francesa fundada em 1615 pelo casamento de Jeandou du Poey com Germaine de Bernadotte. Seus descendentes adotaram o sobrenome Bernadotte e em 1810 um deles, o marechal Jean-Baptiste Bernadotte, foi eleito pelo Parlamento da Suécia para suceder o rei Carlos XIII, que não tinha filhos legítimos. Bernadotte subiu ao trono em 1818 e ao mesmo tempo assumiu a Coroa da Noruega, ambas as coroas estando em união pessoal desde 1814, reinando na Suécia com o nome de Carlos XIV João e na Noruega como Carlos III João. A Casa de Bernadotte reinou na Noruega até 1905 e continua até o presente sendo a família real da Suécia. Outros descendentes de Jeandou e Germaine ainda vivem na França e Estados Unidos.

## Origens

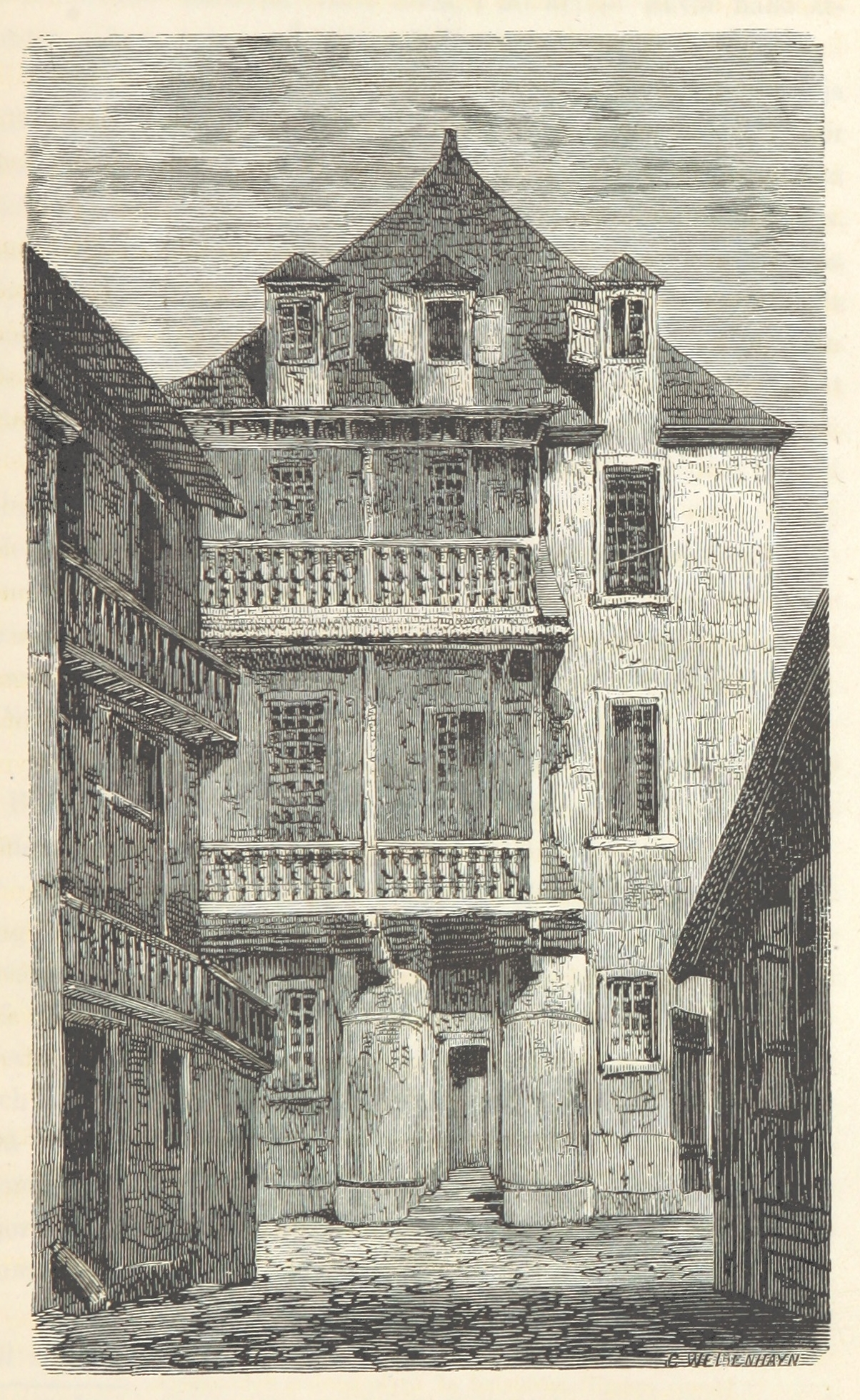
A Casa Bernadotte em Pau, de onde a família tirou seu nome

O mais antigo ancestral conhecido na linha masculina é Jeandou du Poey (Jouandot deu Pouey), nascido em torno de 1590 em Maucor na província de Bearne, França, e estabelecido na vizinha Pau, onde casou em 5 de julho de 1615 com Germaine dita "de Bernadotte", filha de Jean de Lajuus (Latuor ou Lafun) e Estébène de Butleret. Germaine era co-proprietária de um casarão em Pau chamado Bernadotte, por ter sido em torno de 1540 propriedade de Bernadote de la Barte, cujas relações com a família de Germaine são desconhecidas.
O filho de Jeandou e Germaine, Pierre du (deu) Poey, adotou o sobrenome Bernadotte após receber a herança da mãe. Casou-se em 1638 com Margalide deu Barraquer, gerando Jean de Bernadotte, tecelão. Jean casou-se em 1670 com Marie Bertrandot ou de la Barrère-Bertrandot, dita "du Grangé", e com ela foi pai de seis filhos, entre eles Jean (II) de Bernadotte, batizado em 23 de setembro de 1683, alfaiate, casado em 1707 com Marie de Pucheu-Laplace, dita "de Sarthou", filha de Jacques Pucheu-Laplace e Françoise Labasseur ou Levasseur.
A família, que pertencia à pequena burguesia, começou sua ascensão social com o filho de Jean II, Henri de Bernadotte, batizado em 13 de outubro de 1711, que foi escrivão e depois advogado e procurador do senescal de Pau. Casado com Jeanne, filha de Jean de Saint-Jean e Marie d'Abbadie, deixou cinco filhos, entre eles Jean-Évangéliste, advogado, superintendente das águas e florestas de Pau e membro do colégio eleitoral dos Baixos Pireneus, e Jean-Jules, depois conhecido como Jean-Baptiste, que fez uma brilhante carreira militar e se tornou rei da Suécia e da Noruega.
Depois da subida ao trono do irmão, Jean-Évangéliste foi criado cavaleiro da Legião de Honra e barão do Império francês, e deu origem a um ramo nobre que permaneceu na França, extinto na linha masculina em 1966 com a morte de Louis Henry, 5º barão Bernadotte. Um outro ramo, plebeu, derivou de André Bernadotte, filho de Pierre, nascido em 1680, com descendentes na França e Estados Unidos.

## Casa Real

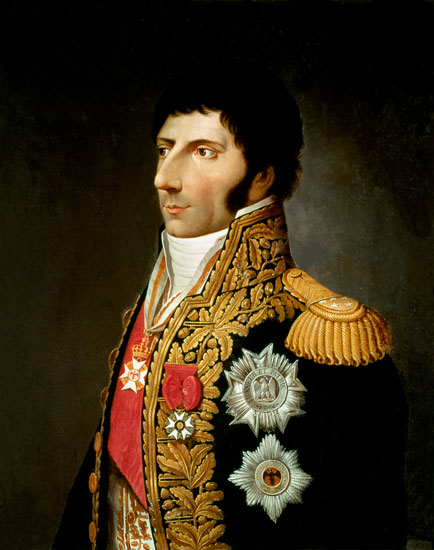
Jean-Baptiste Bernadotte em torno de 1805

Após a Guerra Finlandesa em 1809, a Suécia sofreu a perda traumática da Finlândia, que tinha constituído a metade oriental do reino sueco por séculos. A agonia e o ressentimento dirigidos ao rei Gustavo IV Adolfo precipitaram um golpe de Estado: o tio de Gustavo Adolfo, Carlos XIII, que não tinha filhos, substituiu-o. Isso foi meramente uma solução temporária, pois, em 1810, o Riksdag elegeu o príncipe dinamarquês Cristiano Augusto de Schleswig-Holstein-Sonderburg-Augustenborg como herdeiro ao trono. Como príncipe herdeiro, ele tomou o nome de Carlos Augusto; entretanto, veio a falecer mais tarde no mesmo ano.
Como Napoleão Bonaparte era o imperador dos franceses e governava, direta ou indiretamente, sobre grande parte da Europa continental, através de uma rede de reinos satélites chefiados por seus irmãos (ver Primeiro Império Francês), o parlamento sueco resolveu eleger um rei que Napoleão aceitasse.
O escolhido foi Jean-Baptiste Bernadotte. Nascido em 1763 na cidade de Pau, começou sua vida estudando para se tornar advogado, de acordo com a vontade da família, mas não gostava da profissão e em 1780 alistou-se no exército francês, onde demonstrou valor, progredindo na hierarquia rapidamente e sendo promovido a general em 1794, durante os tumultuosos anos da Revolução Francesa. Em 1798 fez um casamento de conveniência com a rica herdeira Desidéria Clary, cuja irmã era casada com José Bonaparte, o irmão mais velho de Napoleão. Com ela teria um único filho, Óscar, que seria seu sucessor. Em 1798 foi nomeado embaixador na Áustria e em 1799, ministro da Guerra. Em 1804 Napoleão promoveu-o a marechal, concedendo-lhe em 1806 o governo de Ansbach e o título de Príncipe de Pontecorvo. Depois de vários outros feitos militares, Napoleão ofereceu-lhe o governo dos Estados Pontifícios, mas sua relação com o imperador nesta época já era difícil e tumultuada, e ele hesitou.
Foi então que, em junho de 1810, chegou a Paris o tenente sueco Carl Otto Mörner, o qual, agindo por conta própria, mas alegando falar em nome de muitos suecos, pediu-lhe que aceitasse concorrer à eleição para sucessor ao trono da Suécia. Bernadotte não pareceu entusiasmado, mas no dia seguinte, após uma visita do general sueco Fabian Wrede, apoiador da causa, Bernadotte já a abraçara, avaliando que Napoleão não se oporia. Os advogados que Bernadotte enviou para sustentar seu pleito persuadiram o Riksdag de que Bernadotte teria o apoio de Napoleão e este concederia um vultoso empréstimo ao Tesouro, que foram fatores decisivos para sua escolha, mas também foi levada em conta sua extensa experiência administrativa. No país pairava também o sentimento de que era necessário um líder forte, e a esperança de que, sendo um marechal francês e com a ajuda de Napoleão, a Suécia seria capaz de retomar a Finlândia. Em 21 de agosto de 1810 o Riksdag elegeu Bernadotte como herdeiro presuntivo do trono. Napoleão ficou surpreso com esses eventos e de início não se posicionou claramente, mas acabou reconhecendo-o como príncipe herdeiro em 23 de setembro de 1810. Bernadotte foi oficialmente dispensado de todas as suas obrigações como súdito francês e deixou Paris em 30 de setembro junto com Mörner. Desidéria e Óscar haviam ficado em Paris e partiram para a Suécia no final de novembro, chegando em Estocolmo no dia 6 de janeiro de 1811.

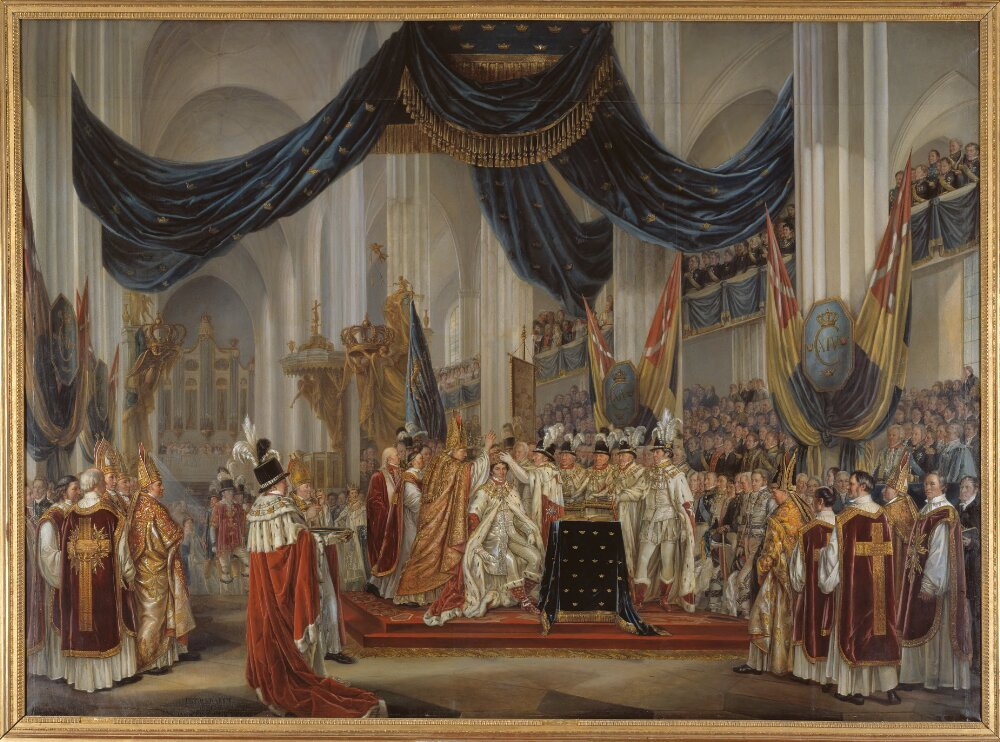
Coroação de Bernadotte como rei da Suécia

Como príncipe herdeiro, assumiu o nome de Carlos João e se tornou a personalidade mais popular e poderosa do reino. Atuou oficialmente como regente para o restante do reinado de Carlos XIII, assegurando uma união pessoal forçada entre a Suécia e a Noruega na Campanha contra a Noruega de 1814. Carlos XIII morreu em 5 de fevereiro de 1818 e Bernadotte foi proclamado novo rei logo no dia seguinte em seus dois reinos. Foi coroado como Carlos XIV João da Suécia em 11 de maio na Catedral de São Nicolau em Estocolmo, e como Carlos III João da Noruega em 7 de setembro na Catedral de Nidaros em Trondheim, reinando até a sua morte em 8 de março de 1844.
A Casa de Bernadotte reinou nos dois países até a dissolução da união entre a Noruega e a Suécia em 1905. O príncipe Carlos da Dinamarca, um neto do rei Carlos XV da Suécia, foi então eleito o novo rei da Noruega.
O brasão de armas da Casa de Bernadotte combina o brasão da Casa de Vasa com o brasão de Bernadotte como Príncipe de Pontecorvo. É visível como um escudete no centro do escudo das Armas da Suécia.

### Linhagem

O escudo Bernadotte no centro das Grandes Armas da Suécia

A Casa Real contemporânea da Suécia é uma instituição regida por legislação específica e desde 2019 é formada apenas pelo rei Carlos Gustavo, a rainha Sílvia e mais alguns familiares próximos: seus filhos Vitória, a princesa herdeira, Carlos Filipe e Madalena, o marido Daniel e os filhos de Vitória, 
Sofia, esposa do príncipe Carlos Filipe, e a irmã do rei Brígida, que têm direito ao tratamento de Alteza Real. Outras pessoas vivas da linhagem são membros da Família Real e têm títulos, mas não pertencem à Casa Real, não são tratados como Alteza Real e não realizam tarefas ou missões em nome do rei ou do Estado. Isso não os remove da linha de sucessão, desde que não haja outro impedimento. Até 1980 só podiam suceder ao rei seus descendentes homens, mas a lei foi então reformada para admitir qualquer descendente de acordo com a ordem de seu nascimento (primogenitura absoluta).
Esta lista excluiu cônjuges. Monarcas estão em negrito e membros vivos em itálico.
- Carlos XIV João (1763–1844)
  - Óscar I (1799–1859)
    - Carlos XV (1826–1872)
      - Luísa da Suécia (1851–1926), rainha consorte da Dinamarca, com descendência
      - Carlos Óscar, Duque de Sudermânia (1852–1854)

    - Gustavo, Duque da Uplândia (1827–1852)
    - Óscar II (1829–1907)
      - Gustavo V (1858–1950)
        - Gustavo VI Adolfo (1882–1973)
          - Gustavo Adolfo, Duque da Bótnia Ocidental (1906–1947)
            - Margarida (1934), com descendência. Perdeu o tratamento de Alteza Real e o direito à sucessão por ter casado com um plebeu. Manteve o título de Princesa.[20]
            - Brígida (1937-2024), com descendência
            - Desidéria (1938), com descendência. Perdeu o tratamento de Alteza Real e o direito à sucessão por casar com um nobre mas de família sem estatuto régio. Manteve o título de Princesa.[20]
            - Cristina (1943), com descendência. Perdeu o tratamento de Alteza Real e o direito à sucessão por ter casado com um plebeu. Manteve o título de Princesa.[20]A rainha Sílvia e o rei Carlos XVI GustavoA princesa herdeira Vitória e seu marido o príncipe Daniel
            - Carlos XVI Gustavo (1946)

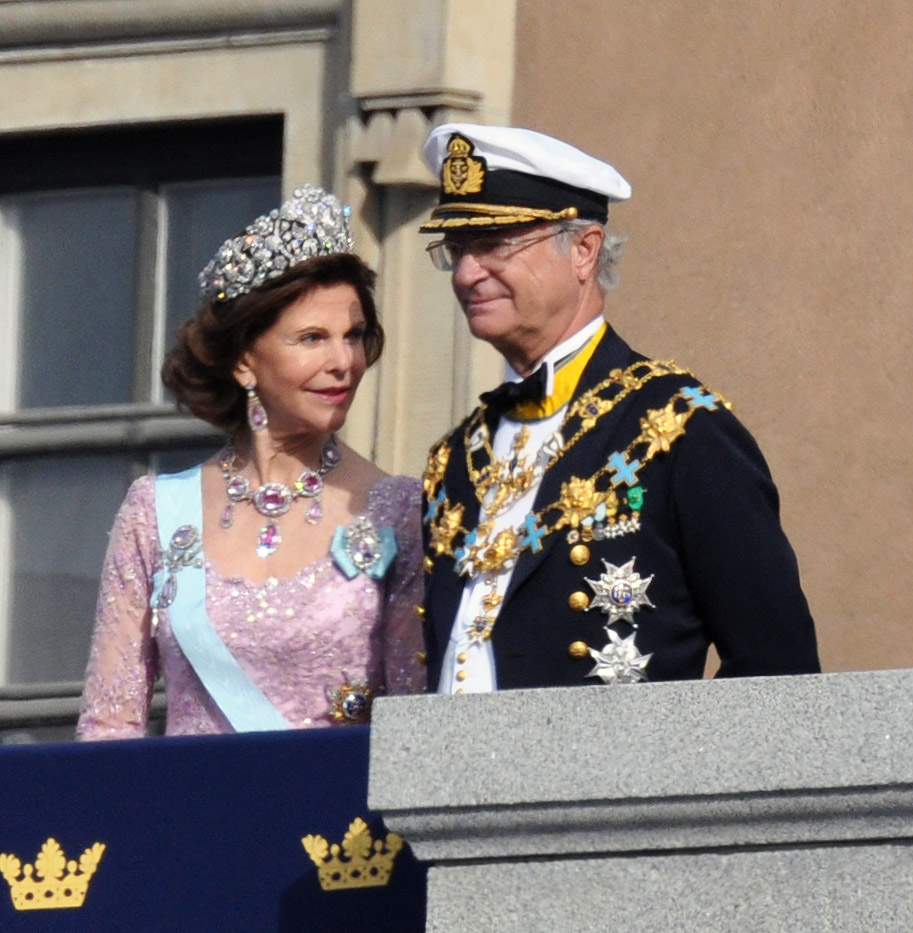
A rainha Sílvia e o rei Carlos XVI Gustavo

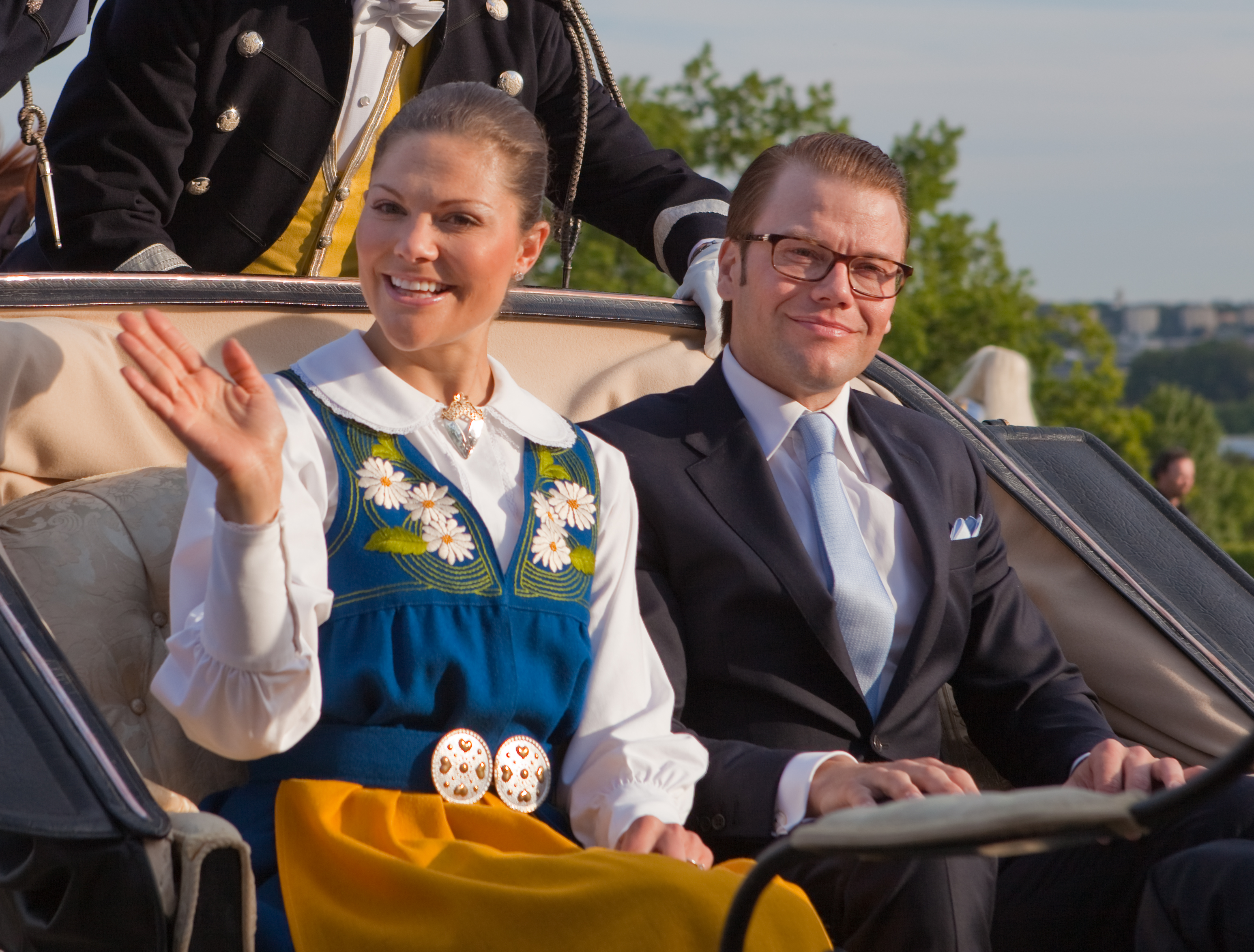
A princesa herdeira Vitória e seu marido o príncipe Daniel

              - Vitória, Princesa Herdeira (1977)
                - Estela, Duquesa da Gotalândia Oriental (2012)
                - Óscar, Duque da Escânia (2016)

              - Carlos Filipe, Duque de Varmlândia (1979)
                - Alexandre, Duque de Sudermânia (2016)
                - Gabriel, Duque de Dalarna (2017)
                - Juliano, Duque de Halland (2021)

              - Madalena, Duquesa da Helsíngia e Gestrícia (1982)
                - Leonor, Duquesa da Gotlândia (2014)
                - Nicolau, Duque de Angermânia (2015)
                - Adriana, Duquesa de Blecíngia (2018)

          - Sigvard, Duque de Uplândia (1907–2002), com descendência. Casou sem autorização e perdeu seus títulos e o direito à sucessão.[21] Foi recebido em 1951 na nobreza de Luxemburgo com o título pessoal de Príncipe Bernadotte e o título hereditário de Conde de Wisborg.[22]
          - Ingrid da Suécia (1910–2000), rainha consorte da Dinamarca, com descendência
          - Bertil, Duque da Halândia (1912–1997)
          - Carlos João, Duque de Dalarna (1916–2012), com descendência adotiva. Casou sem autorização e perdeu seus títulos e o direito à sucessão.[21] Foi recebido em 1951 na nobreza de Luxemburgo com o título pessoal de Príncipe Bernadotte e o título hereditário de Conde de Wisborg.[22]

        - Guilherme, Duque de Sudermânia (1884–1965)
          - Leonardo, Duque de Esmolândia (1909–2004), com descendência. Casou sem autorização e perdeu seus títulos e o direito à sucessão.[21] Foi recebido em 1951 na nobreza de Luxemburgo com o título pessoal de Príncipe Bernadotte e o título hereditário de Conde de Wisborg.[22]

        - Érico, Duque de Vestmânia (1889–1918)

      - Óscar, Duque da Gotlândia (1859–1953), com descendência. Casou sem autorização e perdeu seus títulos e o direito à sucessão.[21] Foi recebido em 1892 na nobreza de Luxemburgo com o título pessoal de Príncipe Bernadotte e o título hereditário de Conde de Wisborg.[23]
      - Carlos, Duque da Gotalândia Ocidental (1861–1951)
        - Margarida da Suécia (1899–1977), princesa consorte da Dinamarca, com descendência
        - Marta da Suécia (1901–1954), princesa herdeira consorte da Noruega, com descendência
        - Astrid da Suécia (1905–1935), rainha consorte da Bélgica, com descendência
        - Carlos, duque da Gotalândia Oriental (1911–2003), com descendência. Casou sem autorização e perdeu seus títulos e o direito à sucessão. Foi recebido na nobreza belga com o título de Príncipe Bernadotte.[20]

      - Eugênio, Duque da Nerícia (1865–1946)

    - Eugênia da Suécia (1830–1889)
    - Augusto, Duque de Dalarna (1831–1873)